# Миронов, Пётр Моисеевич
Пётр Моисеевич Миронов (1904—1943) — красноармеец Рабоче-крестьянской Красной Армии, участник Великой Отечественной войны, Герой Советского Союза (1944).

## Биография
Пётр Миронов родился 25 июня 1904 года в деревне Утринка (ныне — Мироново Юхновского района Калужской области). После окончания шести классов школы проживал в Москве, работал в сфере общепита. В июне 1941 года Миронов был призван на службу в Рабоче-крестьянскую Красную Армию. С июля 1942 года — на фронтах Великой Отечественной войны. В боях был ранен.
К сентябрю 1943 года гвардии красноармеец Пётр Миронов командовал стрелковым отделением 2-го стрелкового батальона 78-го гвардейского стрелкового полка 25-й гвардейской стрелковой дивизии 6-й армии Юго-Западного фронта. Отличился во время битвы за Днепр. В ночь с 25 на 26 сентября 1943 года Миронов в составе передового отряда переправился через Днепр и принял активное участие в боях за захват и удержание плацдарма на его западном берегу. 36 часов он отражал непрерывные немецкие контратаки. В тех боях Миронов получил тяжёлое ранение в голову и умер в госпитале в тот же день. Похоронен в братской могиле в селе Войсковое Солонянского района Днепропетровской области Украины.
Указом Президиума Верховного Совета СССР от 19 марта 1944 года за «образцовое выполнение боевых заданий командования на фронте борьбы с немецкими захватчиками и проявленные при этом отвагу и геройство» гвардии красноармеец Пётр Миронов посмертно был удостоен высокого звания Героя Советского Союза. Также был награждён орденами Ленина и Красного Знамени.
В честь Миронова переименована его родная деревня, названа улица в Войсковом.